# پروآنتوسیانیدین بی۸
پروآنتوسیانیدین بی۸ (به انگلیسی: Proanthocyanidin B8) با فرمول شیمیایی C۳۰H۲۶O۱۲ یک ترکیب شیمیایی است. که جرم مولی آن ۵۷۸٫۵۲ g/mol می‌باشد. 